# بوبي لين براينت
بوبي لين براينت (بالإنجليزية: Bobby Lynn Bryant)‏ (7 أغسطس 1992 بممفيس في الولايات المتحدة - ) هو ملاكم أمريكي، صنّف ضمن فئة الوزن المتوسط الخفيف ‏.

## إحصائيات
خاض خلال مسيرته 15 نزالا، فاز في 15 ولم يتعادل ولم يخسر. فاز بالضربة القاضية في 9 نزالات.

## روابط خارجية
- بوبي لين براينت على موقع بوكس ريك (الإنجليزية) (registration required)